# 飓风法比安
飓风法比安（英語：Hurricane Fabian）是2003年大西洋飓风季期间于9月初吹袭百慕大的一个强劲佛得角型飓风，也是该飓风季第六个获得命名的风暴，第四个飓风和第一个大型飓风。法比安源于8月25日大西洋热带海域的一股东风波，在北面一个副热带高压脊的影响下向西北偏西方向移动，并在进入一片海面温度较高，风切变很小的利好环境后稳步加强。9月1日，风暴达到了风力时速230公里的最高强度，然后转向北上并缓慢减弱。9月5日，法比安以风速每小时195公里强度直接吹袭了百慕大。经过该岛后，飓风转向东北，于9月8日转变为温带气旋。
法比安是继1963年的飓风阿琳（Arlene）以来袭击百慕大的最强飓风，并且也是1926年以来给该岛造成损失最惨重的风暴和第一个造成人员丧生的飓风，其产生的狂风造成了中等程度的破坏，整个岛上有许多屋顶被毁。飓风引发强烈的风暴潮，导致该岛北部的堤道上有四人死亡，两岛间这条仅有的通道也被迫临时封闭。濒临灭绝的百慕大海燕也受到这场飓风的威胁，有十处巢穴被摧毁，不过志愿者将该物种运送到了更安全的地点。强烈的涌浪在波多黎各北部和多明尼加共和国造成了破坏，美国大西洋沿岸也有四人淹死。飓风法比安共计导致8人遇难，经济损失约3亿美元（2003年美元，相当于4.97億2025年美元）。

## 气象历史
8月25日，非洲近海涌现出一股东风波并向西行进，其中心上空发展出对流，并且外部环境也有利于进一步发展。系统当天晚些时候穿过佛得角群岛，其对流稳步减弱。8月27日清晨，对流再次增多并且集中在中心附近，并于当天晚些时候在佛得角群岛以西约675公里处发展成第十号热带低气压。低气压继续西进，进入一片水温较高且垂直风切变较少的区域后稳步加强，到了8月28日对流已有所增加，也有了更加明显的带状特征，美国国家飓风中心因此将其升级为热带风暴并命名为法比安（Fabian）。
带状特征和外流继续发展，法比安的中心周围有环形对流形成，到了8月30日，飓风在逐渐减慢向西北偏西方向前进速度的过程中达到飓风强度。由于带状特征和外流都已经更为清晰，风暴中心的最深层对流发展出了风眼。接下来法比安迅速增强，于当天晚些时候达到大型飓风强度。深层对流非常集中地围绕在18.5公里宽的风眼周围，到了8月31日清晨，飓风风速已经达到每小时205公里。这个时候风眼旁边的最深层对流外观出现退化，风暴的强化趋势也暂时中止。当天晚些时候，位于深层对流正圆形区域内的风眼再次变得非常清晰。外流继续向各个方向扩展，法比安于8月31日晚增强为四级飓风。风眼墙附近的雷暴活动变得更加激烈，风眼上的云层顶端温度也有大幅下降，与此同时风眼的外流也变得更加对称，这都表明气旋还在继续增强。9月1日，法比安在小安的列斯群岛以东约555公里处达到风速每小时230公里的最高强度。

位于百慕大南部的飓风法比安

保持最高强度12小时后，费边由于内部波动而开始减弱。9月2日，一个副热带高压脊因大西洋南部上空中层环流的影响而出现一处薄弱环节，导致飓风转向西北。减弱为三级飓风后，费边于9月4日再次增强为四级飓风，但只保持了很短的时间。之后飓风由于一个逐渐接近低压槽的影响加速北上朝百慕大逼近并因此再度减弱。由于有少量干燥空气混入风眼墙中，风暴又有小幅减弱，于9月5日以风力时速185公里的三级飓风标准在百慕大以西仅23公里海域经过。风眼墙的东部移动到了该岛上空，形成直接接触，但由于风暴中心并没有进入该岛上空，因此不属于登陆。经过百慕大后，飓风加速朝东北方向前进，于9月7日减弱成风力时速165公里的二级飓风。由于进入一片风切变逐渐增加、空气更为干燥，水温也越来越低的海域，法比安开始稳步减弱。到了9月8日，风暴在位于纽芬兰岛开普雷斯（Cape Race）东北偏东方向约1095公里海域转变成温带风暴，其中心附近已经没有深层对流。9月9日，温带残余转向北上，于9月10日和格陵兰与冰岛之间的另一个温带风暴合并。

## 防灾措施
法比安袭击百慕大数天前，计算机模拟预测会有一个高压脊迫使飓风在该岛以西约320公里处经过。百慕大气象局的一位气象学家预测岛上会出现强烈阵风，并且可能会有暴雨，没有料到飓风会构成直接威胁。之后的每一份公告都表明飓风稳步朝百慕大逼近，到法比安到达距该岛最近位置前35小时，百慕大气象局向全岛发布了飓风观察预警。之后风暴接近百慕大的路径更加肯定后，岛上的飓风观察预警升级为飓风警告，这时距离法比安直接接触该岛还有29小时。
百慕大电灯公司建议岛上居民购买蜡烛、电池和不易腐烂的食物，在浴缸和备用容器中装满水，并给车辆加满油以应对飓风的袭击。居民在加油站、银行和超市排起了长队。所有的政府机关以及许多商户都在飓风来袭前一天开始关闭。所有学校也都予以封闭，进出该岛的航班也全部取消。政府开设了应急避难所，建议2000名生活在低洼地区的居民撤离，该岛南部海岸上的一家酒店也进行了疏散。多艘游轮为避开飓风而改变了原订计划提前离开。百慕大当地的保险公司业务量突然激增，许多居民将已经失效的保单续期，还为住房或商铺、企业购买了新的保单，不过保险公司也在飓风来袭数天前停止了海上类别保险业务的变更服务。法比安的到来还迫使多个体育赛事予以推迟或取消，其中包括一场板球比赛，一场足球赛和一次划艇竞赛。

## 影响
| 地区         | 直接导致死亡人数 |
| ------------ | ---------------- |
| 百慕大       | 4                |
| 纽芬兰大浅滩 | 3                |
| 北卡罗来纳州 | 1                |
| 合计         | 8                |

法比安沿途共造成8人死亡，还导致了3亿美元（2003年美元，相当于4.97億2025年美元）的损失，其中受灾最严重的是百慕大。

### 加勒比地区

接近百慕大的飓风法比安

飓风产生的风暴潮对安地卡岛和巴布达岛构成了破坏，一些船只轻微受损。强烈的涌浪和高涨的潮水给波多黎各北部带去了大浪，多处海滩受到冲蚀。大浪冲倒了海洋公园一处三米高的施工场地，导致了3万美元（2003年美元，相当于4.97萬2025年美元）损失。飓风给多明尼加共和国带去了2.4米高的大浪，海浪和强烈的阵风令船只都留在港口躲避，纳瓜的多户家庭因家园被海潮淹没而被迫疏散。

### 百慕大

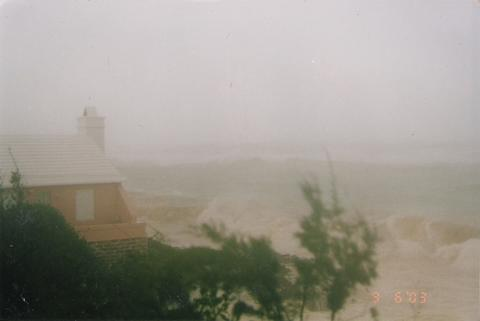
一套位于约翰·史密斯湾的房屋在风暴来袭时的情景

飓风法比安在百慕大产生的10分钟平均风速达每小时195公里，百慕大海港电台遭遇到了时速264公里的最强阵风风速。风速在最高强度保持了约三到四小时，随着风眼的东部移动到该岛上空，风速也急剧下降到了每小时95公里。岛屿南部连续数天都受到大浪的袭击，最猛烈时产生的狂浪有7到10米高，费边途经百慕大的过程中产生了高度超过3米的风暴潮。由于移动速度很快，因此风暴产生的降雨量很少，只有46.2毫米。还出现了多个龙卷风的报告，但都没有得到正式确认。法比安经过该岛前产生了强烈的离岸流并持续了好几天，两位泳者被离岸流卷走，幸运的是在救生员的协助下都得以生还。为此岛上发布了离岸潮警告。
强烈的海浪令沿海地区遭受了大面积损害，特别是在百慕大的南部。强烈的海浪把西班牙角（Spanish Point）的一艘船从系泊处挣脱，船主在另外两人的协助下试图救回船只，其中一人落水，但之后成功爬上了船，三人坐在船上冒险经历了6米高狂浪和多个龙卷风的冲压，幸运的是他们最终都安全抵达哈密尔顿港（Hamilton Harbour）。有多艘船被海浪倾覆，另外还有多艘在礁石上撞毁。大浪还冲毁了汉密尔顿的一个海塘，造成交通拥堵，直到过了一天修复后才恢复正常。
狂风刮断了多条供电线路，导致全岛32031户电力用户中有78%停电。百慕大的许多建筑物的屋顶也因强风而严重受损或是被摧毁。不过汉密尔顿郊外的一家酒店受到的影响却非常小，既没有停电，也没有窗户被刮破；相比之下，沃里克堂区（Warwick Parish）受到的打击就要严重得多，当地一位居民表示，“失去屋顶的家庭已经多到数不清了”。有一套位于山上的房屋被完全摧毁，还有报道称德文郡堂区（Devonshire Parish）有一套房屋被龙卷风摧毁，但这场龙卷风的存在也没有得到确认。飓风摧毁了南安普敦堂区（Southampton Parish）的一家餐馆，还对体育设施的看台和屋顶构成破坏。飓风产生的狂风还损坏了多个标志性建筑物，其中包括位于汉密尔顿的百慕大下议院和市政厅，以及位于圣乔治斯的前军事总部。

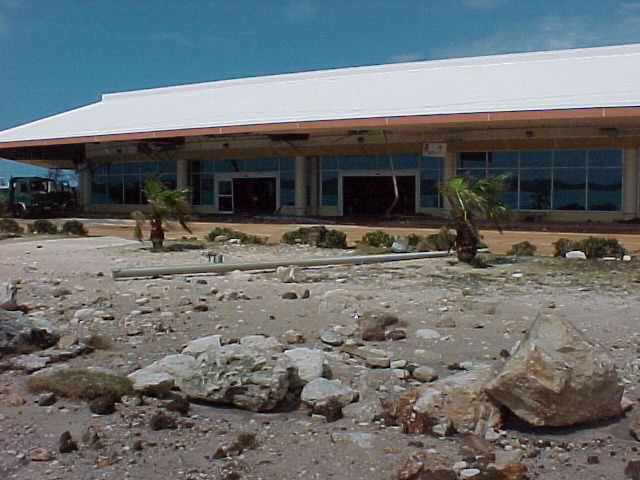
百慕大国际机场航站楼因飓风法比安而受损严重

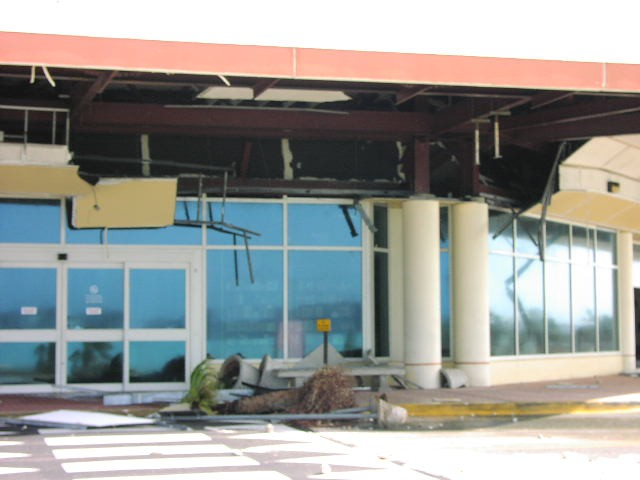
百慕大国际机场受到了大量的结构性破坏

百慕大国际机场遭受了1500万美元（2003年美元，相当于2484萬2025年美元）的损失，其中主要是建筑物和道路因风暴潮的冲刷而受损。不过，机场的跑道没有受到严重破坏，机场在飓风过去次日就开始向应急救灾航班开放。对于这场风暴造成的损失，新闻媒体曾引述机场总经理詹姆斯·豪斯（James Howes）的话：“那天早上一看到机场，我的心就沉下去了。到处都是成吨的瓦砾，所有的火灾报警器和安全报警器都失效了。喧嚣的钟声和号角声此起彼伏，看起来就像是个战场”。由于航站楼严重受损，商业航空服务中止了三天，航站楼内积聚的海水有0.91米高。机场的仪表着陆系统和雷达也同样受到了破坏。
这场飓风还对百慕大气象局产生了影响，2.4米高的海浪摧毁了记录设备。狂风令岛上各大酒店受到严重破坏，其中五家关闭了很长时间来修复损伤。一家继续营业的酒店有25%的房间受损。狂风将岛上高尔夫球场中成百上千的树木连根拔起，不过大部分场地都只报告了轻微的损失。一个球场的会所严重受损，以致需要临时关闭。
强风刮倒了成百上千的树木，给植物造成严重破坏，岛上的许多原生植物也被摧毁。飓风还导致濒危物种百慕大海燕筑巢的岛大部分被冲走，全部70个有生命活动的鸟窝有10个被毁。风暴来袭时百慕大海燕都不在岛上，当地居民迅速聚集起来将其栖息地进行恢复。强烈的海浪导致了严重的海岸侵蚀，其中一个海滩由于沙子太少，其天然海湾也不复存在。岛上由一组受到侵蚀的岩石组成的天然拱门也被海浪摧毁，这里本是很受欢迎的拍照留念场地。强风还将多棵椰子树上的果实刮落并散落在地上。
圣乔治斯堂区和圣大卫岛之间的堤道有两辆车被法比安产生的风暴潮所困，其中一辆车上载有三名警察，另一辆载有一位平民。一辆消防车试图加以营救，但未能成功，然后强大的海浪将两辆车都冲进了卡斯特港（Castle Harbour）。美国海岸警卫队和百慕大警方潜水员在风暴最强烈期间进行了全面搜索，但大风和警官在营救自己同僚时的情绪问题都加大了搜索工作的困难。最终他们只找回了两辆车和一具遗体，另外三人仍然下落不明并推定已经死亡。两辆车被困时堤道在还有另一辆车，不过司机最终得以安全通过。强风和海浪撕裂了堤道侧面的围墙，并严重破坏了堤道结构，迫使道路暂停向机动车开放。
由于大部分人都做了充分准备，岛上一共只有四人遇难。此外，还有九人受了轻伤而需要就医。整个百慕大一共遭受了3亿美元（2003年美元，相当于2025年的4.97億美元）的损失，是1926年以来最严重的。

### 大西洋沿岸
飓风刮起的涌浪在北卡罗莱纳州东部沿海产生了离岸流和大浪，哈特拉斯角（Cape Hatteras）附近有一名男子被离岸流卷走后淹死。法比安给美国东岸沿岸带去了中等强度的海浪，其中主要是在乔治亚州到北卡罗莱纳州海岸线。一艘名为“太平心态号”（The Pacific Attitude）的船因高达20米的狂浪而在纽芬兰岛以南的纽芬兰大浅滩沉没，船上三人遇难。

## 善后

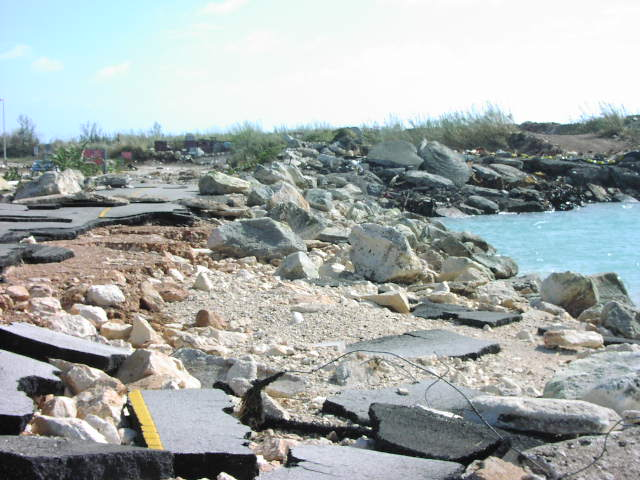
百慕大国际机场的道路受到严重冲蚀

百慕大电灯公司派出工作人员前往岛上各处恢复电力供应，但他们起初因道路封堵而受到延误。他们工作的当务之急是恢复医院的供电，同时还有酒店，以便在岛上经历了风暴的游客可以入住。风暴过后第二天，已有11000位居民家中恢复供电。百慕大所有的电力用户的供电都在飓风过后三周内恢复，但供电配电系统的承载能力已大幅削弱。这导致岛上于2003年10月实施了重建计划。飓风过去几天后，由热带风暴亨利带来的湿气产生了雷暴和强降雨，虽然没有出现任何损失的报告，但这对灾后恢复工作造成了一定程度的阻碍。电力不足还造成通讯中断，虽然飓风来袭前岛上曾设立紧急广播站并经过测试，但飓风损及了广播站的后备发电机。百慕大的堤道在飓风过去后仍然关闭了数天，由修路工进行临时修缮。风暴过去三天后堤道虽然恢复通车，但原本两车道的路面限制为一车道，并且一旦出现下雨，或是风速超过每小时48公里就会关闭，同时一到夜间也同样会封闭。整座桥梁要到2003年11月上旬才完全修复。
风暴过后，人们会相互提供帮助，特别是帮助老人。例如，飓风过境三天后，一位电台在节目上公布了一份需要帮助老人的名字，几分钟内就有人打进电话表示愿意帮忙。居民用链锯清理小路上的瓦砾，这反过来也让电力公司得以更迅速地恢复供电。有数十人因房屋受损而待在五个避难所或是没有受损的酒店中。居民在法比安过去的几天里购买了大量汽油，有些人购买的数额超过500美元。官员保证汽油供应不存在短缺问题，但也要求司机节省使用。资本公司将250块苫布，10台发电机和一些绳索运到岛上，英国政府提议派两艘皇家海军舰艇运送帐篷，干粮和毛毯到岛上。百慕大总理亚历克斯·斯科特（Alex Scott）认为岛上可以自给自足，因此拒绝了英国方面的提议。世界展望會也提议援助毛毯、帐篷和其他物资，还有两家美国公司提议送来发电机。百慕大电灯公司获得了加勒比电力组织的协助，该组织派出了超过20位电工来岛上修复供电线路。

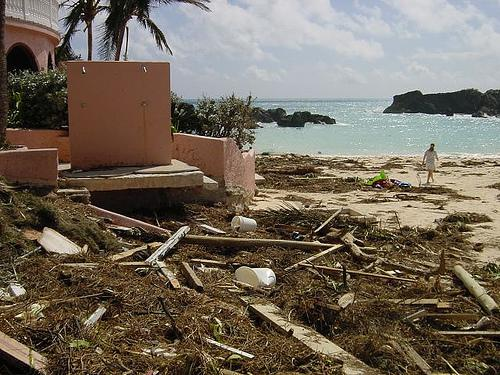
飓风过后的百慕大一角

起初估计百慕大受到破坏的植被要数十年才能再生。为此南卡罗莱纳州海事遗产基金会在童子军和附近苗圃的帮助下把1000株黄杨植物送到岛上。百慕大自然护理部在百慕大海燕的栖息地受损后执行了转送方案，将其栖息地转移到楠萨奇岛。该岛长期以来都是自然保护区，地势更高，对该物种来说更加安全。飓风过去两年后，百慕大海燕的数量已经超过风暴来袭前。
美国家装电视节目《老房子》（This Old House）起初不知道岛上受到的破坏有限，决定制作一期以灾后重建为主题的节目。之后他们意识到可用的节目素材很少，于是决定对圣乔治斯一套1805年的住宅加以整修。这也是该节目第二次在美国以外地区制作。
百慕大堤道东部尽头的机场附近树立起纪念碑，纪念岛上四位遇难的居民，2013年9月，政府官员在遇难者的十周年忌日举行了纪念活动。

### 退役
由于这场飓风造成的损失和伤亡，其名称法比安于2004年春予以退役，之后再也不会用来给大西洋飓风命名。百慕大气象局让岛上居民提议一个新的名称来取代，要求是该名称必须是男性人名，以字母开头，容易发音并且不在已有的名称列表中。气象局一共收到了超过30个名字，其中有（音译“福雷斯特”），也由来自《魔戒》中角色佛罗多·巴金斯的（音译为“佛罗多”）。百慕大气象局从中选择了三个递交给世界气象组织，分别是（音译“弗雷德”）、（音译“福特”）和（音译“弗林”）。世界气象组织最终选择了，这个名称列入了2009年大西洋飓风季的风暴名称列表中。法比安是仅有的两个虽然没有在任何陆地登陆，但仍然因造成损失太大而导致名称退役的大西洋飓风之一，另一个则是1990年大西洋飓风季的飓风克劳斯（Klaus）。